# Yoriko Kawaguchi

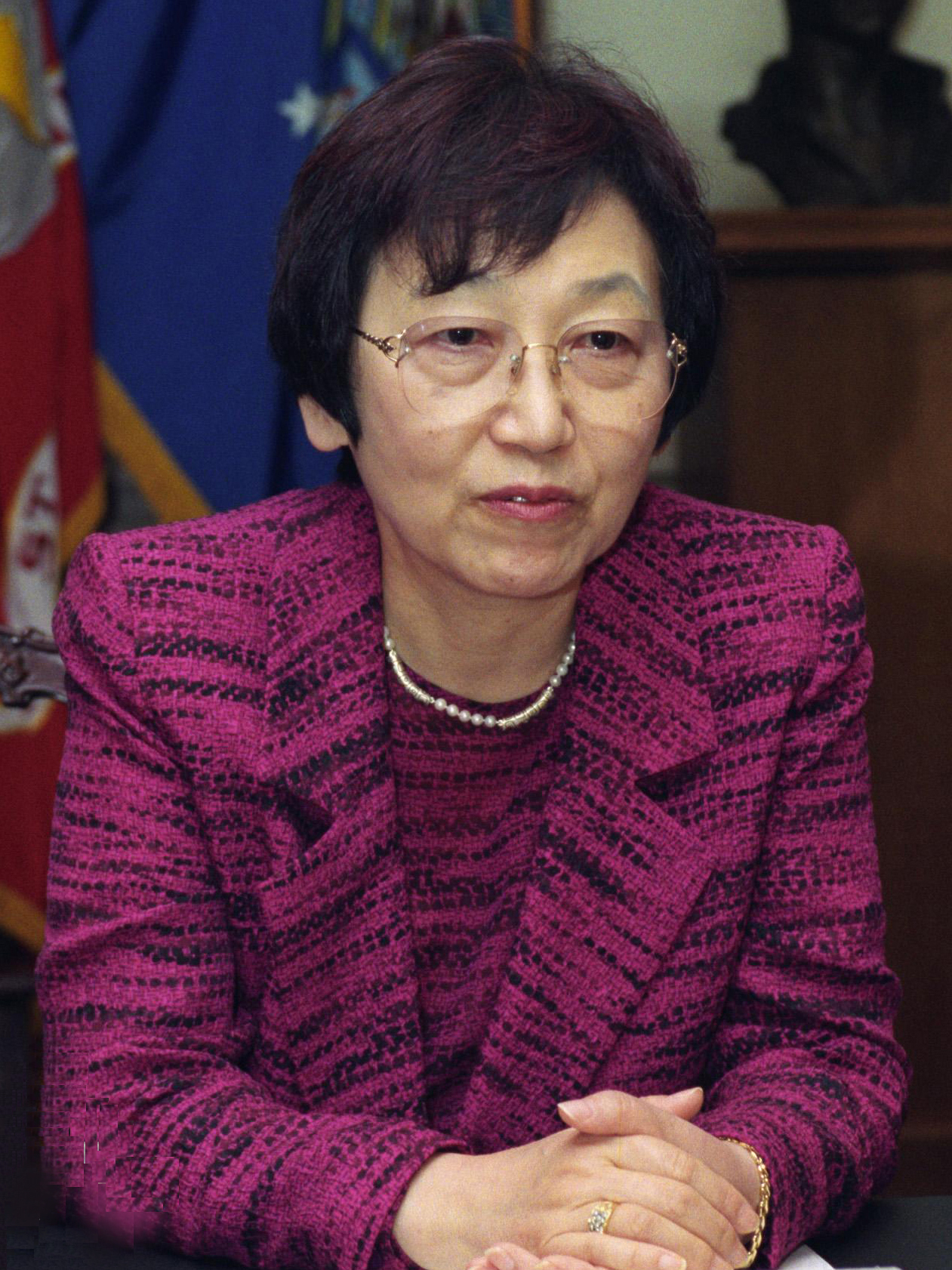
Außenministerin Kawaguchi bei einem Besuch in Washington im September 2002.

Yoriko Kawaguchi (jap. 川口 順子, Kawaguchi Yoriko; * 14. Januar 1941 in Tokio) ist eine japanische Politikerin der Liberaldemokratischen Partei (LDP, ohne Faktion) und ehemalige Ministerin. Sie war von 2005 bis 2013 Abgeordnete des Sangiin, des japanischen Oberhauses.

## Biografie
Kawaguchi studierte internationale Beziehungen an der Universität Tokio. Nach ihrem Abschluss (B.A.) 1965 wurde sie Beamtin im MITI. 1972 erwarb sie einen Master in Wirtschaftswissenschaften an der Yale University. Von 1976 bis 1990 arbeitete sie bei der Internationalen Bank für Wiederaufbau und Entwicklung. Danach kehrte sie für einige Monate ans MITI zurück, bevor sie als Minister (taishikan kōshi) an die japanische Botschaft in den Vereinigten Staaten entsandt wurde. 1992 kam sie als stellvertretende Generaldirektorin (kambō shingikan) für globale Umweltfragen noch einmal ans MITI zurück. Ein Jahr später verließ sie das Ministerium endgültig und wurde Vorstand beim Getränkeunternehmen Suntory.
Premierminister Yoshirō Mori berief Kawaguchi 2001 als Leiterin der Umweltbehörde in sein zweites Kabinett. Unter ihrer Leitung wurde die Behörde bei der Restrukturierung der Zentralregierung im Januar 2001 in ein Ministerium umgewandelt. Jun’ichirō Koizumi übernahm sie zunächst als Umweltministerin in sein Kabinett und ernannte sie nach der Entlassung von Makiko Tanaka Anfang 2002 zur Außenministerin. 2004 wurde sie von Nobutaka Machimura abgelöst, Kawaguchi wurde Sonderberaterin des Premierministers für Außenpolitik. Im Herbst 2005 gab sie ihren Posten auf und wurde 2005 bei der Nachwahl in der Präfektur Kanagawa für den zurückgetretenen Sangiin-Abgeordneten Tsuyoshi Saitō mit rund 400.000 Stimmen Vorsprung vor der DPJ-Kandidatin Hiroe Akiyama gewählt. Bei der Sangiin-Wahl 2007 wurde Kawaguchi mit 261.404 Präferenzstimmen und damit Platz 5 auf der LDP-Liste über die nationale Verhältniswahl wiedergewählt. 2008 wurde sie, zusammen mit dem ehemaligen australischen Außenminister Gareth Evans, Vorsitzende der Internationalen Kommission zur Nuklearen Nichtverbreitung und Abrüstung. 2012 übernahm sie den Vorsitz im Sangiin-Umweltausschuss. Im Mai 2013 verabschiedete die Oppositionsmehrheit im Sangiin eine Resolution zu ihrer Absetzung, nachdem sie einen Besuch in China ohne Konsultation mit dem Parlament verlängert hatte und eine geplante Ausschusssitzung versäumte.
Zur Sangiin-Wahl 2013 erklärte sie ihren Rückzug aus der Politik und kandidierte nicht mehr für eine Wiederwahl.